# Williamston (North Carolina)
Williamston ist eine Stadt im Martin County im Nordosten von North Carolina in den Vereinigten Staaten. Der Ort ist der Verwaltungssitz (County Seat) des Martin County. Einwohnerzahl war 5104 bei Volkszählung 2021.